# Scopula rufimixtaria
Scopula rufimixtaria là một loài bướm đêm trong họ Geometridae.